# Halowe mistrzostwa Polski juniorów w tenisie
Halowe mistrzostwa Polski juniorów w tenisie – coroczne zawody tenisowe, których celem jest wyłonienie halowych mistrzów Polski w wieku poniżej 18 lat w konkurencjach gry pojedynczej i podwójnej chłopców oraz dziewcząt. Organizatorem zawodów jest Polski Związek Tenisowy.

## Historia
Rozgrywki organizowane są począwszy od 1973 roku, gdy zawodnicy rywalizowali na kortach halowych w Sosnowcu w trzech konkurencjach (nie rozegrano turnieju debla dziewcząt). Rok później ponownie nie odbyły się zawody gry podwójnej dziewcząt, a w latach 1975 i 1977–1979 w ogóle nie organizowano zawodów deblowych.
W 1981 roku mistrzostwa nie odbyły się.
W 1992 roku zawody dziewcząt i chłopców miały miejsce w różnych miejscach i nakładających się terminach: chłopcy rywalizowali w Bielsku-Białej, a dziewczęta w Bytomiu.

## Edycje
Najczęściej, bo dziesięciokrotnie mistrzostwa miały miejsce na terenie Warszawy, sześć razy zawody gościły w Szczecinie, czterokrotnie w Sopocie, trzy razy w Zabrzu, dwa – w Bytomiu, Mysiadle, Sierosławiu, Sosnowcu i Wrocławiu oraz po jednym razie w Bielsku-Białej, Chorzowie, Chylicach, Drzonkowie, Gliwicach, Grodzisku Wielkopolskim, Katowicach, Łęcznej, Pszczynie, Puszczykowie, Sobocie, Sośnicy, Stalowej Woli, Toruniu, Wesołej, Zawadzie i Zielonej Górze. Do 2022 roku rozegrano 49 edycji.
| Edycja | Gospodarz                  | Data                       | Hala                                          |
| ------ | -------------------------- | -------------------------- | --------------------------------------------- |
| 1973   | Sosnowiec                  | 16–18 lutego               | Park Żeromskiego                              |
| 1974   | Sosnowiec                  | 8–10 lutego                | Park Żeromskiego                              |
| 1975   | Chylice                    | 6–9 marca                  | Stołeczna Federacja Sportu                    |
| 1976   | Chorzów                    | 4–7 marca                  | Hala Kwiatów                                  |
| 1977   | Gliwice                    | 6–11 lutego                | Technikum Chemiczne                           |
| 1978   | Sośnica                    | 16–19 lutego               | sala ZSZ przy kopalni Sośnica                 |
| 1979   | Zabrze                     | 13–18 lutego               | Górnik Zabrze                                 |
| 1980   | Wesoła                     | 4–10 marca (chłopcy)       | cechownia i nieczynne nadszybie kopalni Lenin |
| 1980   | Wesoła                     | 1–4 marca (dziewczęta)     | cechownia i nieczynne nadszybie kopalni Lenin |
| 1981   | mistrzostwa nie odbyły się | mistrzostwa nie odbyły się | mistrzostwa nie odbyły się                    |
| 1982   | Katowice                   | 10–14 marca                | Budowlani                                     |
| 1983   | Warszawa                   | 28 lutego–6 marca          | Mera                                          |
| 1984   | Warszawa                   | 13–18 lutego               | Mera                                          |
| 1985   | Bytom                      | 25 lutego–4 marca          | „Barbara” w kopalni Bobrek                    |
| 1986   | Warszawa                   | 3–9 lutego                 | Mera                                          |
| 1987   | Warszawa                   | 9–15 lutego                | Mera                                          |
| 1988   | Warszawa                   | 30 stycznia–5 lutego       | Mera                                          |
| 1989   | Warszawa                   | 29 stycznia–5 lutego       | Mera                                          |
| 1990   | Warszawa                   | 13–18 marca                | CWKS Legia Bemowo                             |
| 1991   | Warszawa                   | 18–23 marca                | Mera                                          |
| 1992   | Bielsko-Biała (mężczyźni)  | 18–24 marca                | KKS Bielsko-Biała                             |
| 1992   | Bytom (kobiety)            | 17–22 marca                | „Barbara” w kopalni Bobrek                    |
| 1993   | Sopot                      | 1–7 lutego                 | SKT                                           |
| 1994   | Warszawa                   | 14–18 marca                | UNTS                                          |
| 1995   | Sopot                      | 3–8 lutego                 | SKT                                           |
| 1996   | Zabrze                     | 3–8 lutego                 | MOSiR                                         |
| 1997   | Sierosław                  | 6–9 marca                  | Centrum Tenisowe Sierosław                    |
| 1998   | Sierosław                  | 7–11 marca                 | Centrum Tenisowe Sierosław                    |
| 1999   | Zabrze                     | 16–20 lutego               | MOSiR                                         |
| 2000   | Grodzisk Wielkopolski      | 28 lutego–5 marca          | Tenis Club Groclin                            |
| 2001   | Łęczna                     | 20–25 lutego               | Górnik                                        |
| 2002   | Stalowa Wola               | 18–25 lutego               | MKT                                           |
| 2003   | Drzonków                   | 18–23 lutego               | WOSiR                                         |
| 2004   | Sopot                      | 16–22 lutego               | SKT                                           |
| 2005   | Szczecin                   | 13–19 lutego               | Szczecińskie Centrum Tenisowe                 |
| 2006   | Szczecin                   | 12–18 lutego               | Szczecińskie Centrum Tenisowe                 |
| 2007   | Szczecin                   | 18–24 lutego               | Szczecińskie Centrum Tenisowe                 |
| 2008   | Puszczykowo                | 18–24 lutego               | Centrum Tenisowe Angie                        |
| 2009   | Szczecin                   | 16–22 lutego               | Szczecińskie Centrum Tenisowe                 |
| 2010   | Szczecin                   | 15–21 lutego               | Szczecińskie Centrum Tenisowe                 |
| 2011   | Wrocław                    | 8–13 lutego                | Ślęza                                         |
| 2012   | Sopot                      | 6–12 lutego                | SKT                                           |
| 2013   | Sobota                     | 4–10 lutego                | Centrum Tenisowe Sobota                       |
| 2014   | Wrocław                    | 17–23 lutego               | Ślęza                                         |
| 2015   | Zawada                     | 15–22 lutego               | Centrum Tenisowe HART                         |
| 2016   | Warszawa                   | 7–13 lutego                | WTS DeSki                                     |
| 2017   | Toruń                      | 9–15 stycznia              | MOSiR                                         |
| 2018   | Szczecin                   | 4–11 lutego                | SKT                                           |
| 2019   | Mysiadło                   | 24 lutego–2 marca          | Europejskie Centrum Tenisa                    |
| 2020   | Mysiadło                   | 22–28 lutego               | Europejskie Centrum Tenisa                    |
| 2021   | Zielona Góra               | 14–21 lutego               | MOSiR                                         |
| 2022   | Pszczyna                   | 19–25 lutego               | Śląskie Centrum Tenisa Pszczyna               |

## Zwycięzcy
| Rok  | Gra pojedyncza chłopców | Gra pojedyncza dziewcząt | Gra podwójna chłopców                   | Gra podwójna dziewcząt                     |
| ---- | ----------------------- | ------------------------ | --------------------------------------- | ------------------------------------------ |
| 1973 | Paweł Strauss           | Małgorzata Rejdych       | Kazimierz Gajda Jerzy Jasiński          | Nie rozegrano                              |
| 1974 | Zenon Rode              | Małgorzata Rejdych       | Jan Denisiewicz Zenon Rode              | Nie rozegrano                              |
| 1975 | Włodzimierz Pikulski    | Małgorzata Rejdych       | Nie rozegrano                           | Nie rozegrano                              |
| 1976 | Dariusz Kotulski        | Marzenna Sieracka        | Michał Niemiec Maciej Zoga              | Paulina Kajetanowicz Marzenna Sieracka     |
| 1977 | Mirosław Najfeld        | Iwona Kuczyńska          | Nie rozegrano                           | Nie rozegrano                              |
| 1978 | Tomasz Garliński        | Marzenna Sieracka        | Nie rozegrano                           | Nie rozegrano                              |
| 1979 | Bogdan Hrones           | Dorota Dziekońska        | Nie rozegrano                           | Nie rozegrano                              |
| 1980 | Piotr Serwiński         | Dorota Dziekońska        | Michał Lewandowski Andrzej Zwierz       | Dorota Dziekońska Renata Marcinkowska      |
| 1981 | Nie rozegrano           | Nie rozegrano            | Nie rozegrano                           | Nie rozegrano                              |
| 1982 | Lech Bieńkowski         | Katarzyna Ślęczek        | Wojciech Jamroz Tomasz Maliszewski      | Jolanta Gawin Katarzyna Ślęczek            |
| 1983 | Tomasz Maliszewski      | Monika Waniek            | Wojciech Jamroz Tomasz Maliszewski      | Monika Waniek Magdalena Witczak            |
| 1984 | Wojciech Kowalski       | Monika Waniek            | Wojciech Jamroz Wojciech Kowalski       | Monika Waniek Renata Wojtkiewicz           |
| 1985 | Marek Kaczyński         | Ewa Żerdecka             | Marek Kaczyński Sławomir Kerber         | Anna Listowska Monika Waniek               |
| 1986 | Krzysztof Gańszczyk     | Katarzyna Nowak          | Krzysztof Gańszczyk Tomasz Iwański      | Sylwia Czopek Magdalena Mróz               |
| 1987 | Lech Sidor              | Katarzyna Nowak          | Paweł Domański Maciej Kost              | Sylwia Czopek Magdalena Mróz               |
| 1988 | Lech Sidor              | Sylwia Czopek            | Bartłomiej Dąbrowski Lech Sidor         | Sylwia Czopek Magdalena Mróz               |
| 1989 | Tomasz Lichoń           | Katarzyna Teodorowicz    | Bartłomiej Kuchta Robert Wójcik         | Katarzyna Teodorowicz Agata Werblińska     |
| 1990 | Bartłomiej Kwiatkowski  | Katarzyna Teodorowicz    | Piotr Baranowski Grzegorz Malawski      | Marcela Kowanda Katarzyna Teodorowicz      |
| 1991 | Adam Skrzypczak         | Anna Dracz               | Janusz Siuda Robert Śliwiński           | Anna Dracz Małgorzata Galicka              |
| 1992 | Robert Śliwiński        | Katarzyna Malec          | Beniamin Budziak Marek Sobel            | Anna Dracz Katarzyna Malec                 |
| 1993 | Michał Gawłowski        | Aleksandra Olsza         | Dariusz Bandurowski Maciej Lubiak       | Agnieszka Bek Anna Bek                     |
| 1994 | Jan Marcinkowski        | Aleksandra Olsza         | Wojciech Mincberg Marcel Mizerski       | Aleksandra Olsza Sylwia Rynarzewska        |
| 1995 | Michał Chmela           | Dominika Gerwin          | Bartłomiej Antczak Michał Chmela        | Joanna Gozdek Dominika Olszewska           |
| 1996 | Jakub Iłowski           | Agata Odachowska         | Jakub Iłowski Borys Czarnecki           | Paulina Janus Tatiana Wietrzykowska        |
| 1997 | Filip Anioła            | Marta Jędrzejak          | Maciej Diłaj Tomasz Wawrzyniak          | Paulina Janus Agata Kurowska               |
| 1998 | Filip Anioła            | Dorota Żaboklicka        | Bartosz Dąbrowski Błażej Tondel         | Aleksandra Durska Magdalena Marszałek      |
| 1999 | Jędrzej Żarski          | Joanna Sakowicz          | Aleksander Charpantidis Błażej Tondel   | Joanna Sakowicz Magdalena Wojdyło          |
| 2000 | Aleksander Charpantidis | Anna Rynarzewska         | Marcin Gołąb Krzysztof Zabłocki         | Natalia Bzdęga Sylwia Domańska             |
| 2001 | Aleksander Charpantidis | Magdalena Tokarska       | Aleksander Charpantidis Alfred Zachwiej | Natalia Bzdęga Katarzyna Siwosz            |
| 2002 | Jakub Nijaki            | Klaudia Jans             | Paweł Diłaj Piotr Diłaj                 | Alicja Rosolska Aleksandra Rosolska        |
| 2003 | Jakub Nijaki            | Olga Brózda              | Dawid Celt Mariusz Kunicki              | Alicja Rosolska Katarzyna Siwosz           |
| 2004 | Mateusz Kowalczyk       | Natalia Kołat            | Mateusz Kowalczyk Dawid Piątkowski      | Natalia Kołat Karolina Kosińska            |
| 2005 | Marcin Gawron           | Karolina Filipiak        | Błażej Koniusz Piotr Zieliński          | Natalia Kołat Alina Orcholska              |
| 2006 | Marcin Gawron           | Magdalena Kiszczyńska    | Marcin Gawron Mateusz Szmigiel          | Katarzyna Piter Sylwia Zagórska            |
| 2007 | Jerzy Janowicz          | Edyta Cieplucha          | Mariusz Jóźwicki Tomasz Piekart         | Paula Kania Sylwia Zagórska                |
| 2008 | Wojciech Lutkowski      | Magda Linette            | Bartłomiej Fedyna Rafał Gozdur          | Martyna Darczuk Magda Linette              |
| 2009 | Rafał Gozdur            | Katarzyna Kaleta         | Bartłomiej Fedyna Rafał Gozdur          | Martyna Darczuk Katarzyna Kaleta           |
| 2010 | Bartosz Sawicki         | Katarzyna Kaleta         | Bartosz Sawicki Maciej Smoła            | Paulina Czarnik Adrianna Rosik             |
| 2011 | Arkadiusz Kocyła        | Paulina Czarnik          | Piotr Barański Arkadiusz Kocyła         | Paulina Czarnik Justyna Nalborska          |
| 2012 | Piotr Łomacki           | Magdalena Stencel        | Kamil Gajewski Szymon Walków            | Paulina Czarnik Bogna Nowicka              |
| 2013 | Kamil Gajewski          | Magdalena Fręch          | Kamil Gajewski Szymon Walków            | Aleksandra Buczyńska Karolina Śnita        |
| 2014 | Jan Zieliński           | Marta Kowalska           | Hubert Hurkacz Jan Zieliński            | Marta Kowalska Zofia Stanisz               |
| 2015 | Patryk Królik           | Anastasija Szoszyna      | Patryk Królik Mateusz Smolicki          | Oliwia Szymczuch Klaudia Wira              |
| 2016 | Piotr Śmietana          | Weronika Falkowska       | Konrad Fryze Marcin Skowroński          | Julia Oczachowska Adrianna Sosnowska       |
| 2017 | Michał Mikuła           | Julia Oczachowska        | Mikołaj Wrzoł Maciej Ziomber            | Marcelina Podlińska Wiktoria Rutkowska     |
| 2018 | Piotr Galus             | Wiktoria Rutkowska       | Krzysztof Wetoszka Michał Woźniak       | Martyna Kubka Wiktoria Rutkowska           |
| 2019 | Szymon Kielan           | Magdalena Hędrzak        | Jasza Szajrych Michał Wargocki          | Zuzanna Szczepańska Aleksandra Wierzbowska |
| 2020 | Piotr Pawlak            | Aleksandra Wierzbowska   | Piotr Pawlak Jan Wajdemajer             | Zuzanna Szczepańska Aleksandra Wierzbowska |
| 2021 | Martyn Pawelski         | Weronika Ewald           | Olaf Pieczkowski Filip Pieczonka        | Daria Górska Magdalena Świerczyńska        |
| 2022 | Maciej Kos              | Daria Górska             | Piotr Czaczkowski Gabriel Matuszewski   | Daria Górska Oliwia Orlińska               |

## Mecze finałowe

### Gra pojedyncza chłopców
| Rok  | Zwycięzca                  | Finalista                  | Wynik                      |
| ---- | -------------------------- | -------------------------- | -------------------------- |
| 1973 | Paweł Strauss              | Zbigniew Górszczak         | 6:4, 7:6                   |
| 1974 | Zenon Rode                 | Maciej Przybylski          | 6:1, 6:2                   |
| 1975 | Włodzimierz Pikulski       | Maciej Zoga                | 4:6, 6:4, 7:6              |
| 1976 | Dariusz Kotulski           | Michał Niemiec             | 6:2, 6:2                   |
| 1977 | Mirosław Najfeld           | Andrzej Jagielski          | 7:5, 5:7, 6:0              |
| 1978 | Tomasz Garliński           | Wacław Jarek               | 6:4, 6:4                   |
| 1979 | Bogdan Hrones              | Tomasz Garliński           | 6:3, 6:4                   |
| 1980 | Piotr Serwiński            | Marek Owsianka             | 6:3, 6:2                   |
| 1981 | mistrzostwa nie odbyły się | mistrzostwa nie odbyły się | mistrzostwa nie odbyły się |
| 1982 | Lech Bieńkowski            | Jarosław Dobrowolski       | 6:2, 6:2                   |
| 1983 | Tomasz Maliszewski         | Wojciech Kowalski          | 6:4, 7:6                   |
| 1984 | Wojciech Kowalski          | Sławomir Kerber            | walkower                   |
| 1985 | Marek Kaczyński            | Wojciech Jamroz            | 6:4, 6:1                   |
| 1986 | Krzysztof Gańszczyk        | Lech Sidor                 | 7:6, 6:3                   |
| 1987 | Lech Sidor                 | Maciej Kost                | 6:4, 7:6                   |
| 1988 | Lech Sidor                 | Grzegorz Garczyński        | 6:2, 6:4                   |
| 1989 | Tomasz Lichoń              | Robert Wójcik              | 6:3, 3:6, 6:4              |
| 1990 | Bartłomiej Kwiatkowski     | Adam Skrzypczak            | 2:6, 6:4, 6:2              |
| 1991 | Adam Skrzypczak            | Grzegorz Malawski          | 3:6, 6:2, 6:2              |
| 1992 | Robert Śliwiński           | Adam Skrzypczak            | 6:2, 7:5                   |
| 1993 | Michał Gawłowski           | Bernard Kaczorowski        | 6:3, 6:4                   |
| 1994 | Jan Marcinkowski           | Jakub Ulczyński            | 6:2, 3:6, 6:4              |
| 1995 | Michał Chmela              | Paweł Sebastyański         | 6:4, 6:3                   |
| 1996 | Jakub Iłowski              | Krystian Pfeiffer          | 7:5, 6:4                   |
| 1997 | Filip Anioła               | Jędrzej Żarski             | 6:3, 6:1                   |
| 1998 | Filip Anioła               | Krzysztof Kwinta           | 6:4, 5:7, 6:0              |
| 1999 | Jędrzej Żarski             | Tomasz Braniecki           | 4:6, 6:4, 6:1              |
| 2000 | Aleksander Charpantidis    | Filip Urban                | 6:3, 4:6, 6:3              |
| 2001 | Aleksander Charpantidis    | Wojciech Gawlak            | 6:2, 6:3                   |
| 2002 | Jakub Nijaki               | Filip Szymik               | 6:3, 7:6(4)                |
| 2003 | Jakub Nijaki               | Przemysław Stęc            | 6:4, 7:6(6)                |
| 2004 | Mateusz Kowalczyk          | Michał Walków              | 4:6, 6:2, 6:0              |
| 2005 | Marcin Gawron              | Mateusz Kowalczyk          | 6:2, 6:1                   |
| 2006 | Marcin Gawron              | Mateusz Szmigiel           | 6:3, 6:1                   |
| 2007 | Jerzy Janowicz             | Mateusz Szmigiel           | 4:6, 6:2, 6:3              |
| 2008 | Wojciech Lutkowski         | Paweł Poziomski            | 6:3, 5:7, 7:5              |
| 2009 | Rafał Gozdur               | Piotr Gadomski             | 5:7, 6:2, 7:6(4)           |
| 2010 | Bartosz Sawicki            | Maciej Smoła               | 6:4, 3:6, 6:3              |
| 2011 | Arkadiusz Kocyła           | Piotr Barański             | 6:0, 6:3                   |
| 2012 | Piotr Łomacki              | Paweł Ciaś                 | 6:7(6), 7:5, 7:6(3)        |
| 2013 | Kamil Gajewski             | Szymon Walków              | 6:4, 6:3                   |
| 2014 | Jan Zieliński              | Hubert Hurkacz             | 6:4, 7:6(3)                |
| 2015 | Patryk Królik              | Piotr Matuszewski          | 2:6, 6:2, 6:2              |
| 2016 | Piotr Śmietana             | Konrad Fryze               | 6:3, 6:1                   |
| 2017 | Michał Mikuła              | Jan Gałka                  | 6:4, 6:7(6), 6:2           |
| 2018 | Piotr Galus                | Maciej Ziomber             | 6:4, 6:2                   |
| 2019 | Szymon Kielan              | Gabriel Biliński           | 6:1, 6:4                   |
| 2020 | Piotr Pawlak               | Jasza Szajrych             | 7:6(3), 6:3                |
| 2021 | Martyn Pawelski            | Filip Pieczonka            | 6:3, 6:3                   |
| 2022 | Maciej Kos                 | Piotr Siekanowicz          | 7:5, 2:6, 7:5              |

### Gra pojedyncza dziewcząt
| Rok  | Zwyciężczyni               | Finalistka                 | Wynik                      |
| ---- | -------------------------- | -------------------------- | -------------------------- |
| 1973 | Małgorzata Rejdych         | Małgorzata Bogacka         | 6:3, 6:1                   |
| 1974 | Małgorzata Rejdych         | Małgorzata Bogacka         | 6:0, 6:0                   |
| 1975 | Małgorzata Rejdych         | Barbara Kocyga             | 6:3, 6:3                   |
| 1976 | Marzenna Sieracka          | Judyta Słaboszewska        | 6:2, 6:4                   |
| 1977 | Iwona Kuczyńska            | Dorota Dziekońska          | 7:6, 6:2                   |
| 1978 | Marzenna Sieracka          | Iwona Kuczyńska            | 6:0, 6:1                   |
| 1979 | Dorota Dziekońska          | Iwona Kuczyńska            | 6:2, 6:2                   |
| 1980 | Dorota Dziekońska          | Renata Marcinkowska        | 6:4, 6:1                   |
| 1981 | mistrzostwa nie odbyły się | mistrzostwa nie odbyły się | mistrzostwa nie odbyły się |
| 1982 | Katarzyna Ślęczek          | Jolanta Kosiec             | 6:4, 4:6, 6:4              |
| 1983 | Monika Waniek              | Ewa Antkiewicz             | 6:2, 6:2                   |
| 1984 | Monika Waniek              | Renata Wojtkiewicz         | 6:3, 6:2                   |
| 1985 | Ewa Żerdecka               | Monika Waniek              | 7:6, 6:4                   |
| 1986 | Katarzyna Nowak            | Sylwia Czopek              | 6:3, 6:7, 6:1              |
| 1987 | Katarzyna Nowak            | Sylwia Czopek              | 6:3, 6:1                   |
| 1988 | Sylwia Czopek              | Magdalena Mróz             | 6:3, 6:2                   |
| 1989 | Katarzyna Teodorowicz      | Monika Rachalewska         | 2:6, 6:1, 6:4              |
| 1990 | Katarzyna Teodorowicz      | Monika Starosta            | 6:3, 7:6                   |
| 1991 | Anna Dracz                 | Dominika Gerwin            | 2:6, 7:5, 6:1              |
| 1992 | Katarzyna Malec            | Katarzyna Mościńska        | 6:2, 6:2                   |
| 1993 | Aleksandra Olsza           | Dominika Gerwin            | 7:5, 7:5                   |
| 1994 | Aleksandra Olsza           | Sylwia Rynarzewska         | 6:3, 6:4                   |
| 1995 | Dominika Gerwin            | Dominika Olszewska         | 7:6(4), 7:5                |
| 1996 | Agata Odachowska           | Magdalena Mrozek           | 6:0, 6:0                   |
| 1997 | Marta Jędrzejak            | Paulina Janus              | 7:5, 0:6, 7:5              |
| 1998 | Dorota Żaboklicka          | Aleksandra Durska          | 6:3, 6:3                   |
| 1999 | Joanna Sakowicz            | Monika Gieczys             | 6:4, 6:3                   |
| 2000 | Anna Rynarzewska           | Weronika Błoczyńska        | 6:3, 6:4                   |
| 2001 | Magdalena Tokarska         | Katarzyna Siwosz           | 6:3, 6:4                   |
| 2002 | Klaudia Jans               | Olga Brózda                | 6:4, 2:6, 6:0              |
| 2003 | Olga Brózda                | Anna Powązka               | 7:5, 4:6, 6:4              |
| 2004 | Natalia Kołat              | Katarzyna Siwosz           | 6:1, 6:1                   |
| 2005 | Karolina Filipiak          | Barbara Sobaszkiewicz      | 6:2, 6:4                   |
| 2006 | Magdalena Kiszczyńska      | Sylwia Zagórska            | 6:1, 6:1                   |
| 2007 | Edyta Cieplucha            | Sylwia Zagórska            | 6:2, 3:6, 6:4              |
| 2008 | Magda Linette              | Katarzyna Kawa             | 6:2, 6:2                   |
| 2009 | Katarzyna Kaleta           | Klaudia Gawlik             | 7:5, 1:0 krecz             |
| 2010 | Katarzyna Kaleta           | Paulina Czarnik            | 6:4, 6:2                   |
| 2011 | Paulina Czarnik            | Magdalena Stencel          | 6:1, 6:2                   |
| 2012 | Magdalena Stencel          | Paulina Czarnik            | 6:3, 6:1                   |
| 2013 | Magdalena Fręch            | Agata Borgman              | 6:0, 6:3                   |
| 2014 | Marta Kowalska             | Agata Bieńkowska           | 7:5, 6:4                   |
| 2015 | Anastasija Szoszyna        | Oliwia Szymczuch           | 6:0, 6:2                   |
| 2016 | Weronika Falkowska         | Julia Oczachowska          | 4:6, 6:3, 7:6(2)           |
| 2017 | Julia Oczachowska          | Marcelina Podlińska        | 7:6(4), 3:1 krecz          |
| 2018 | Wiktoria Rutkowska         | Wiktoria Saska             | 1:6, 7:6(1), 7:6(1)        |
| 2019 | Magdalena Hędrzak          | Ada Piestrzyńska           | 6:2, 6:4                   |
| 2020 | Aleksandra Wierzbowska     | Patrycja Niewiadomska      | 6:4, 6:3                   |
| 2021 | Weronika Ewald             | Zuzanna Frankowska         | 6:4, 6:3                   |
| 2022 | Daria Górska               | Magdalena Świerczyńska     | 6:2, 6:4                   |

### Gra podwójna chłopców
| Rok       | Zwycięzcy                               | Finaliści                                | Wynik                      |
| --------- | --------------------------------------- | ---------------------------------------- | -------------------------- |
| 1973      | Kazimierz Gajda Jerzy Jasiński          | Zbigniew Górszczak Marek Królicki        | 4:6, 7:5, 6:1              |
| 1974      | Jan Denisiewicz Zenon Rode              | Kazimierz Gajda Maciej Przybylski        | 6:4, 6:1                   |
| 1975      | nie rozegrano                           | nie rozegrano                            | nie rozegrano              |
| 1976      | Michał Niemiec Maciej Zoga              | Andrzej Jagielski Krzysztof Korczak      | 6:4, 6:4                   |
| 1977–1979 | nie rozegrano                           | nie rozegrano                            | nie rozegrano              |
| 1980      | Michał Lewandowski Andrzej Zwierz       | Marcin Maziarczyk Tomasz Kalarus         | 7:6, 4:6, 6:2              |
| 1981      | mistrzostwa nie odbyły się              | mistrzostwa nie odbyły się               | mistrzostwa nie odbyły się |
| 1982      | Wojciech Jamroz Tomasz Maliszewski      | Maciej Moszczak Jakub Strzemiński        | 6:4, 6:1                   |
| 1983      | Wojciech Jamroz Tomasz Maliszewski      | Tomasz Kopczyński Maciej Kośka           | 7:6, 6:3                   |
| 1984      | Wojciech Jamroz Wojciech Kowalski       | Sławomir Kerber Dawid Skrzypczak         | 4:1 krecz                  |
| 1985      | Marek Kaczyński Sławomir Kerber         | Wojciech Jamroz Tomasz Tarczyński        | 6:3, 3:6, 6:4              |
| 1986      | Krzysztof Gańszczyk Tomasz Iwański      | Mikołaj Łuczak Szymon Maćkowiak          | 6:4, 7:6                   |
| 1987      | Paweł Domański Maciej Kost              | Tomasz Lichoń Robert Wójcik              | 6:1, 6:4                   |
| 1988      | Bartłomiej Dąbrowski Lech Sidor         | Marek Harasymowicz Tomasz Lichoń         | 6:4, 5:7, 7:6(0)           |
| 1989      | Bartłomiej Kuchta Robert Wójcik         | Piotr Baranowski Grzegorz Malawski       | 6:1, 6:1                   |
| 1990      | Piotr Baranowski Grzegorz Malawski      | Bartłomiej Kwiatkowski Adam Skrzypczak   | 6:4, 7:5                   |
| 1991      | Janusz Siuda Robert Śliwiński           | Michał Gawłowski Marcin Kamrowski        |                            |
| 1992      | Beniamin Budziak Marek Sobel            | Janusz Siuda Robert Śliwiński            | 6:7, 6:4, 6:1              |
| 1993      | Dariusz Bandurowski Maciej Lubiak       | Michał Gawłowski Piotr Żurawiecki        | 6:4, 6:2                   |
| 1994      | Wojciech Mincberg Marcel Mizerski       | Dariusz Bandurowski Bartłomiej Sztąpka   | 6:4, 6:3                   |
| 1995      | Bartłomiej Antczak Michał Chmela        | Krzysztof Kluczkowski Wojciech Piękoś    | 6:3, 6:2                   |
| 1996      | Jakub Iłowski Borys Czarnecki           | Piotr Szczepanik Krystian Pfeiffer       | 6:1, 3:6, 7:6(2)           |
| 1997      | Maciej Diłaj Tomasz Wawrzyniak          | Filip Anioła Tomasz Romanowski           | 7:6(7), 3:6, 7:5           |
| 1998      | Bartosz Dąbrowski Błażej Tondel         | Mariusz Fyrstenberg Krzysztof Kwinta     | 6:4, 6:4                   |
| 1999      | Aleksander Charpantidis Błażej Tondel   | Michał Kwiecień Sebastian Rutka          | 6:4, 6:3                   |
| 2000      | Marcin Gołąb Krzysztof Zabłocki         | Łukasz Cyrański Andrzej Grusiecki        | 6:3, 3:6, 6:1              |
| 2001      | Aleksander Charpantidis Alfred Zachwiej | Paweł Diłaj Piotr Diłaj                  | 6:3, 7:6(4)                |
| 2002      | Paweł Diłaj Piotr Diłaj                 | Artur Urzykowski Marcin Kunicki          | 6:3, 6:4                   |
| 2003      | Dawid Celt Mariusz Kunicki              | Kacper Owsian Michał Walków              | 6:1, 6:4                   |
| 2004      | Mateusz Kowalczyk Dawid Piątkowski      | Kacper Owsian Michał Walków              | 6:1, 7:6(2)                |
| 2005      | Błażej Koniusz Piotr Zieliński          | Mateusz Kowalczyk Dawid Piątkowski       | 6:4, 7:5                   |
| 2006      | Marcin Gawron Mateusz Szmigiel          | Bartosz Jóźwiak Marcin Omieciński        | 6:7(3), 6:4, 6:3           |
| 2007      | Mariusz Jóźwicki Tomasz Piekart         | Marcin Bieniek Hubert Gąsiorek           | 7:6(7), 3:6, 10–3          |
| 2008      | Bartłomiej Fedyna Rafał Gozdur          | Mariusz Jóźwicki Tomasz Piekart          | 7:6, 6:2                   |
| 2009      | Bartłomiej Fedyna Rafał Gozdur          | Adam Laakel Wojciech Lutkowski           | 7:6(5), 6:0                |
| 2010      | Bartosz Sawicki Maciej Smoła            | Krzysztof Bartosiewicz Marcin Hołowiński | 7:6(8), 6:3                |
| 2011      | Piotr Barański Arkadiusz Kocyła         | Paweł Ciaś Filip Zbroja                  | 7:5, 6:0                   |
| 2012      | Kamil Gajewski Szymon Walków            | Karol Drzewiecki Michał Nispoń           | 6:3, 6:1                   |
| 2013      | Kamil Gajewski Szymon Walków            | Karol Drzewiecki Michał Nispoń           | 6:3, 6:2                   |
| 2014      | Hubert Hurkacz Jan Zieliński            | Adrian Andrzejczuk Paweł Zawisza         | 4:6, 6:3, 10–5             |
| 2015      | Patryk Królik Mateusz Smolicki          | Piotr Matuszewski Przemysław Michocki    | 6:1, 0:6, 10–6             |
| 2016      | Konrad Fryze Marcin Skowroński          | Paweł Jankowiak Aleksander Pawlicki      | 6:1, 6:4                   |
| 2017      | Mikołaj Wrzoł Maciej Ziomber            | Paweł Jankowiak Aleksander Pawlicki      | 3:6, 6:3, 10–6             |
| 2018      | Krzysztof Wetoszka Michał Woźniak       | Wojciech Kasperski Marcel Politowicz     | 6:3, 6:3                   |
| 2019      | Jasza Szajrych Michał Wargocki          | Albert Chudy Witold Konopko              | 6:3, 6:4                   |
| 2020      | Piotr Pawlak Jan Wajdemajer             | Patryk Stokowski Borys Zgoła             | 6:2, 3:6, 10–7             |
| 2021      | Olaf Pieczkowski Filip Pieczonka        | Maks Kaśnikowski Aleksander Orlikowski   | 7:6(2), 4:6, 10–7          |
| 2022      | Piotr Czaczkowski Gabriel Matuszewski   | Marcel Dzieło Kacper Szymkowiak          | 7:5, 6:2                   |

### Gra podwójna dziewcząt
| Rok       | Zwyciężczynie                              | Finalistki                              | Wynik                      |
| --------- | ------------------------------------------ | --------------------------------------- | -------------------------- |
| 1973–1975 | nie rozegrano                              | nie rozegrano                           | nie rozegrano              |
| 1976      | Paulina Kajetanowicz Marzenna Sieracka     | Judyta Słaboszewska Beata Zajączkowska  | 4:6, 7:5, 6:4              |
| 1977–1979 | nie rozegrano                              | nie rozegrano                           | nie rozegrano              |
| 1980      | Dorota Dziekońska Renata Marcinkowska      | Barbara Mikita Hanna Szustakowska       | 6:2, 6:0                   |
| 1981      | mistrzostwa nie odbyły się                 | mistrzostwa nie odbyły się              | mistrzostwa nie odbyły się |
| 1982      | Jolanta Gawin Katarzyna Ślęczek            | Beata Gumuła Ewa Żerdecka               | 6:2, 6:0                   |
| 1983      | Monika Waniek Magdalena Witczak            | Beata Gumuła Ewa Żerdecka               | 5:7, 6:4, 6:4              |
| 1984      | Monika Waniek Renata Wojtkiewicz           | Beata Niedziałek Katarzyna Nowak        | 6:3, 6:4                   |
| 1985      | Anna Listowska Monika Waniek               | Beata Gumuła Ewa Żerdecka               | 6:1, 7:6                   |
| 1986      | Sylwia Czopek Magdalena Mróz               | Zyta Jeremin Katarzyna Nowak            | 2:6, 7:6, 6:4              |
| 1987      | Sylwia Czopek Magdalena Mróz               | Anna Listowska Katarzyna Nowak          | 6:4, 6:2                   |
| 1988      | Sylwia Czopek Magdalena Mróz               | Katarzyna Teodorowicz Agata Werblińska  | 6:4, 7:5                   |
| 1989      | Katarzyna Teodorowicz Agata Werblińska     | Marcela Kowanda Dorota Ostrowska        | [ c ]                      |
| 1990      | Marcela Kowanda Katarzyna Teodorowicz      | Anna Moll Monika Rachalewska            | 6:3, 6:3                   |
| 1991      | Anna Dracz Małgorzata Galicka              | Karolina Głowacka Katarzyna Słowińska   | 6:4, 6:0                   |
| 1992      | Anna Dracz Katarzyna Malec                 | Patrycja Gajdzik Aleksandra Olsza       | 6:0, 6:2                   |
| 1993      | Agnieszka Bek Anna Bek                     | Magdalena Grzybowska Sylwia Rynarzewska | 6:2, 6:4                   |
| 1994      | Aleksandra Olsza Sylwia Rynarzewska        | Dorota Głowacka Karolina Głowacka       | 6:3, 6:1                   |
| 1995      | Joanna Gozdek Dominika Olszewska           | Dorota Głowacka Karolina Głowacka       | 2:6, 6:3, 6:4              |
| 1996      | Paulina Janus Tatiana Wietrzykowska        | Agata Odachowska Justyna Richter        | 6:2, 5:7, 6:4              |
| 1997      | Paulina Janus Agata Kurowska               | Aleksandra Bojzan Marta Jędrzejak       | 6:1, 6:3                   |
| 1998      | Aleksandra Durska Magdalena Marszałek      | Paulina Janus Agata Kurowska            | 4:6, 7:5, 7:6              |
| 1999      | Joanna Sakowicz Magdalena Wojdyło          | Aleksandra Kujawska Anna Rynarzewska    | 6:2, 6:4                   |
| 2000      | Natalia Bzdęga Sylwia Domańska             | Patrycja Hubl Katarzyna Porada          | 6:4, 7:6                   |
| 2001      | Natalia Bzdęga Katarzyna Siwosz            | Wioletta Kaczmarek Magdalena Tokarska   | 6:3, 3:6, 6:4              |
| 2002      | Alicja Rosolska Aleksandra Rosolska        | Weronika Błoczyńska Maria Braniecka     | 6:4, 6:1                   |
| 2003      | Alicja Rosolska Katarzyna Siwosz           | Olga Brózda Marta Marcinkowska          | 6:4, 6:2                   |
| 2004      | Natalia Kołat Karolina Kosińska            | Magdalena Ekert Maria Spenceley         | 6:1, 6:1                   |
| 2005      | Natalia Kołat Alina Orcholska              | Karolina Filipiak Sylwia Zagórska       | 6:4, 1:6, 6:4              |
| 2006      | Katarzyna Piter Sylwia Zagórska            | Sylwia Humińska Hanna Kapustka          | 6:1, 6:3                   |
| 2007      | Paula Kania Sylwia Zagórska                | Martyna Majewska Magdalena Zdun         | 7:5, 6:0                   |
| 2008      | Martyna Darczuk Magda Linette              | Hanna Kapustka Martyna Majewska         | 6:2, 6:2                   |
| 2009      | Martyna Darczuk Katarzyna Kaleta           | Agata Bachanek Adrianna Daszkiewicz     | 6:1, 6:3                   |
| 2010      | Paulina Czarnik Adrianna Rosik             | Katarzyna Kaleta Kinga Kurczbuch        | 6:7(6), 6:2, 10–5          |
| 2011      | Paulina Czarnik Justyna Nalborska          | Adrianna Rosik Magdalena Stencel        | 6:2, 6:1                   |
| 2012      | Paulina Czarnik Bogna Nowicka              | Magdalena Fręch Marta Kowalska          | 6:4, 7:5                   |
| 2013      | Aleksandra Buczyńska Karolina Śnita        | Aleksandra Kozub Weronika Halicka       | 7:6(1), 6:2                |
| 2014      | Marta Kowalska Zofia Stanisz               | Aleksandra Buczyńska Joanna Zawadzka    | 6:0, 7:5                   |
| 2015      | Oliwia Szymczuch Klaudia Wira              | Julia Oczachowska Klara Siłka           | walkower                   |
| 2016      | Julia Oczachowska Adrianna Sosnowska       | Weronika Foryś Katarzyna Kubicz         | 6:2, 6:2                   |
| 2017      | Marcelina Podlińska Wiktoria Rutkowska     | Julia Oczachowska Adrianna Sosnowska    | walkower                   |
| 2018      | Martyna Kubka Wiktoria Rutkowska           | Wiktoria Saska Aleksandra Wierzbowska   | 6:3, 6:3                   |
| 2019      | Zuzanna Szczepańska Aleksandra Wierzbowska | Laura Duhl Magdalena Hędrzak            | 6:1, 6:2                   |
| 2020      | Zuzanna Szczepańska Aleksandra Wierzbowska | Weronika Ejsmont Urszula Nebelska       | 6:0, 3:0 krecz             |
| 2021      | Daria Górska Magdalena Świerczyńska        | Weronika Ewald Xenia Lipiec             | 6:2, 6:4                   |
| 2022      | Daria Górska Oliwia Orlińska               | Julia Daroszewska Kamila Popławska      | 7:6(4), 7:5                |